# Partia Zielonych (Andora)
Partia Zielonych (Partit Verds d'Andorra) – partia polityczna Andory będąca obserwatorką Europejskiej Partii Zielonych.